# Secoya
Cet article concerne le peuple secoya. Pour la langue secoya, voir Secoya (langue).
Les Secoya sont l’une des treize nationalités indigènes reconnues de l’Équateur, ils vivent en Amazonie équatorienne et péruvienne. En Équateur, les Secoya sont présents dans la province de Sucumbíos, cantons Shushufindi et Cuyabeno. La population secoya en Équateur est d'environ 380 habitants, organisés en trois communautés: San Pablo de Catëtsiaya, Siecoya Remolino Ñe'ñena et Eno. Une partie du territoire des Secoyas est situé dans la réserve de Cuyabeno. Toutefois, sur d'autres parties de ce territoire se situent des blocs d'exploration pétrolière.
Les activités économiques principales de la nationalité Secoya sont l'agriculture itinérante et l'exploitation du bois. Dans une moindre mesure, des activités traditionnelles comme la chasse et la pêche conservent encore une certaine importance.